# Langues baltes orientales
Les langues baltes orientales forment un sous-groupe des langues baltes, qui font à leur tour partie de la famille des langues indo-européennes.

## Classification
- Langues baltes orientales
  - Lituanien
    - Samogitien
    - Aukštaitien

  - Letton
    - Latgalien

  - Curonien
  - Sélonien
  - Sémigalien

Le lituanien et le letton ont survécu en tant que langues vivantes. Le latgalien est également parlé dans la région de Latgale en Lettonie, et reconnu comme dialecte letton.  Les autres langues de ce groupe ont maintenant disparu.

## Histoire
Vers le Ve siècle av. J.-C., le proto-balte s'est séparé pour former les sous-groupes des langues baltes orientales et des langues baltes occidentales. Peu après la période des grandes invasions, le sous-groupe des langues baltes orientales s'est lui-même divisé pour former plusieurs langues très proches, mais néanmoins distinctes.